# بروس پالترو
بروس پالترو (انگلیسی: Bruce Paltrow؛ ۲۶ نوامبر ۱۹۴۳ – ۳ اکتبر ۲۰۰۲) یک فیلم‌نامه‌نویس، تهیه‌کننده، و کارگردان اهل ایالات متحده آمریکا بود.